# Целинный сельсовет (Башкортостан)
Целинный сельсовет — муниципальное образование в Хайбуллинском районе Башкортостана. Согласно Закону о границах, статусе и административных центрах муниципальных образований в Республике Башкортостан имеет статус сельского поселения.

## Население
| 2002  | 2010  | 2012  | 2013  | 2014  | 2015  | 2016  |
| ----- | ----- | ----- | ----- | ----- | ----- | ----- |
| 2433  | ↘2326 | ↘2289 | ↘2269 | ↘2208 | ↘2164 | ↘2134 |
| 2017  | 2018  |       |       |       |       |       |
| ↘2130 | ↘2096 |       |       |       |       |       |

## Состав
- Абдулнасырово (деревня) — 150 чел.,
- Валитово (деревня) — 268[12] чел.,
- Исянгильдино (деревня) — 486 чел.,
- Комсомольск (деревня) — 302[13] чел.,
- Целинное (село, административный центр) — 1120[5] чел.